# Кайюга (язык)
Язык кайюга (Cayuga) относится к северной ветви ирокезских языков. Носители — 61 человек (2016 г., в 2012 — 79) — проживают в Онтарио . Ранее делился на два диалекта: один до сих пор распространён в Онтарио, второй был распространён в Оклахоме до 1980-х гг.

## Фонетика

### Гласные
В языке кайюга имеется 12 гласных: 6 кратких и 6 долгих. [u] является аллофоном /o/.
Гласные могут оглушаться в результате аллофонии, что в орфографии кайюга обозначается путём их подчёркивания.
|          | Передние  | Передние | Средние  | Задние    | Задние   |
| Оральные | Назальные | Оральные | Средние  | Назальные |          |
| -------- | --------- | -------- | -------- | --------- | -------- |
| Закрытые | /i/ /iː/  |          |          |           |          |
| Средние  | /e/ /eː/  | /ẽ/ /ẽː/ |          | /o/ /oː/  | /ɔ̃/ /ɔ̃ː/ |
| Открытые |           |          | /a/ /aː/ |           |          |

Длина гласных может иметь смыслоразличительное значение, например:

[haʔseʔ] ты идёшь

[haʔse:] ты ходил 

### Согласные
В языке кайюга было всего 10 согласных, лабиальные отсутствовали. В орфографии кайюга взрывные и аффрикаты, которые аллофонически озвончались перед гласными или щелевыми, представлены символами для звонких звуков (<d>, <g>, <d>). [f] может быть аллофоном /s/ между /h/ и /r/, и это явление находит отражение и в орфографии.
|               | Альвеолярные | Палатальные | Велярные | Лабиовелярные | Глоттальные |
| ------------- | ------------ | ----------- | -------- | ------------- | ----------- |
| Взрывые       | t            |             | k        |               | ʔ           |
| Аффрикаты     | ts           |             |          |               |             |
| Фрикативные   | s            |             |          |               | h           |
| Носовые       | n            |             |          |               |             |
| Аппроксиманты | r            | j           |          | w             |             |